# David de Villiers
Pour les articles homonymes, voir de Villiers.
David Cornelius de Villiers dit Niel de Villiers ou Neil de Villiers, né le 5 mars 1993, est un nageur sud-africain. 

## Carrière
Aux Jeux africains de 2015 à Brazzaville, David De Villiers remporte la médaille d'argent du 100 mètres dos ; il est aussi quatrième de la finale du 50 mètres dos.
Neil de Villiers obtient la médaille de bronze sur 100 mètres dos aux Championnats d'Afrique de natation 2016 à Bloemfontein.